# Baileya acadiana
Baileya acadiana is een nachtvlinder van de familie Nolidae. De soort komt voor in Alabama, Arkansas, Louisiana, Mississippi en Texas. 
Volwassenen brengen 3 generaties door in Louisiana, waarvan het eerste broedsel piekt begin april en de daaropvolgende pieken plaatsvinden met een interval van zestig dagen. 